# 科茲利夫卡 (卡贊卡區)
47°50′4″N 33°0′12″E / 47.83444°N 33.00333°E
科茲利夫卡（烏克蘭語：Козлівка），是烏克蘭南部的村莊，隸屬尼古拉耶夫州的巴什坦卡區。該村始建於1922年，面積0.2平方公里，海拔高度89米，2001年人口36，人口密度每平方公里180人。